# 18de uitreiking van de Premios Goya
De 18de uitreiking van de Premios Goya vond plaats in Madrid op 31 januari 2004. De ceremonie werd uitgezonden op TVE en werd gepresenteerd door Cayetana Guillén Cuervo en Diego Luna.

## Winnaars en genomineerden
| Beste film | Beste regisseur |
| --- | --- |
| - Te doy mis ojos - My Life Without Me - Planta 4ª - Soldados de Salamina | - Icíar Bollaín — Te doy mis ojos - Cesc Gay — En la ciudad - David Trueba — Soldados de Salamina - Isabel Coixet — My Life Without Me |
| Beste acteur | Beste actrice |
| - Luis Tosar — Te doy mis ojos - Alfredo Landa — La luz prodigiosa - Ernesto Alterio — Días de fútbol - Javier Cámara — Torremolinos 73 | - Laia Maruli — Te doy mis ojos - Adriana Ozores — La suerte dormida - Ariadna Gil — Soldados de Salamina - Sarah Polley — My Life Without Me |
| Beste mannelijke bijrol | Beste vrouwelijke bijrol |
| - Eduard Fernández — En la ciudad - Joan Dalmau — Soldados de Salamina - José Luis Gómez — La luz prodigiosa - Juan Diego — Torremolinos 73 | - Candela Peña — Te doy mis ojos - María Botto — Soldados de Salamina - María Pujalte — El lápiz del carpintero - Mónica López — En la ciudad |
| Beste debuterend acteur | Beste debuterend actrice |
| - Fernando Tejero — Días de fútbol - Juan Sanz — La vida mancha - Víctor Clavijo — El regalo de Silvia - Óscar Jaenada — Noviembre | - María Valverde — La flaqueza del bolchevique - Elisabet Gelabert — Te doy mis ojos - Nathalie Poza — Días de fútbol - Verónica Sánchez — Al sur de Granada |
| Beste origineel scenario | Beste bewerkt scenario |
| - Te doy mis ojos — Icíar Bollaín - En la ciudad — Tomàs Aragay, Cesc Gay - Las horas del día — Jaime Rosales, Enric Rufas - Torremolinos 73 — Pablo Berger | - My Life Without Me — Isabel Coixet - La flaqueza del bolchevique — Lorenzo Silva, Manuel Martín Cuenca - La luz prodigiosa — Fernando Marías - Soldados de Salamina — David Trueba |
| Beste Spaanstalige buitenlandse film | Beste Europese film |
| - Historias mínimas — Argentinië - El misterio del Trinidad — Mexico - El viaje hacia el mar — Uruguay - Suite Habana — Cuba | - Good Bye, Lenin! — Wolfgang Becker - Dogville — Lars von Trier - La Fleur du mal — Claude Chabrol - The Dreamers — Bernardo Bertolucci |
| Beste debuterend regisseur | Beste animatiefilm |
| - Ángeles González Sinde — La suerte dormida - David Serrano — Días de fútbol - Jaime Rosales — Las horas del día - Pablo Berger — Torremolinos 73 | - El Cid: La leyenda - El embrujo del Sur - Los reyes magos - Glup |
| Beste camerawerk | Beste montage |
| - Soldados de Salamina — Javier Aguirresarobe - Al sur de Granada — José Luis Alcaine - Carmen — Paco Femenia - El misterio Galindez — Alfredo Mayo | - La gran aventura de Mortadelo y Filemón — Iván Aledo - Carmen — Teresa Font - Días de fútbol — Rosario Sáinz de Rozas - Te doy mis ojos — Ángel Hernández Zoído |
| Beste artdirector | Beste productiemanager |
| - La gran aventura de Mortadelo y Filemón — César Macarrón - Carmen — Benjamín Fernández - El lápiz del carpintero — Juan Pedro De Gaspar - La luz prodigiosa — Félix Murcia | - La gran aventura de Mortadelo y Filemón — Luis Manso, Marisa Ortiz - Al sur de Granada — Pilar Robla - Carmen — Ana Vila - El misterio Galíndez — Josean Gómez |
| Beste geluid | Beste speciale effecten |
| - Te doy mis ojos — Eva Valiño, Alfonso Pino, Pelayo Gutiérrez - A Selva — Sílvio Darrin, Carlos Garrido - La vida mancha — Licio Marcos de Oliveira, Alfonso Pino, Nacho Royo-Villanova - Más de mil cámaras velan por tu seguridad — Agustín Peinado, Carlos Garrido, Iván Mayoral | - La gran aventura de Mortadelo y Filemón — Raúl Romanillos, Pau Costa, Julio Navarro, Félix Bergés - Al sur de Granada — Reyes Abades, Alfonso Nieto - El refugio del mal — Reyes Abades, Jesús Pascual, José Rossi, Chema Remacha - Soldados de Salamina — Pedro Moreno, Emilio Ruiz del Río |
| Beste kostuums | Beste grime en haarstijl |
| - Carmen — Yvonne Blake - Hotel Danubio — Lourdes De Orduña, Montse Sancho - La gran aventura de Mortadelo y Filemón — Tatiana Hernández - Noviembre — Nereida Bonmati | - La gran aventura de Mortadelo y Filemón — José Antonio Sánchez, Paquita Núñez - Carmen — Miguel Sesé, Natalia Sesé - Hotel Danubio — Cristóbal Criado, Alicia López - Noviembre — Karmele Soler, Paco Rodríguez H.                                                                           |
| Beste filmmuziek | Beste origineel nummer |
| - Al sur de Granada — Juan Bardem - Eyengui, el dios del sueño — Santi Vega - Hotel Danubio — Pablo Cervantes - Valentín — Juan Carlos Cuello | - My Life Without Me — Chop Suey ("Humans Like you") - Atraco a las 3... y media — Paco Ortega ("Atraco A Tu Corazón") - Carmen — José Nieto ("Cuando Me Maten") - Cosa de brujas — Mario de Benito ("Just Sorcery")                                                                           |
| Beste korte film | Beste korte animatiefilm |
| - Sueños — Daniel Guzmán - Carisma — David Planell - En Camas Separadas — Javier Rebollo - Expres — Daniel Sánchez Arevalo - Promoción (Prohibida Su Venta) — Luis Arribas | - Regaré con lágrimas tus pétalos - Manipai - A... Mantis religiosa - El desván - La habitación inclinada |
| Beste documentaire | Beste korte documentaire |
| - Un instante en la vida ajena - La pelota vasca. La piel contra la piedra - Polígono Sur - Suite Habana | - Los niños del Nepal - Lección de Cine - Yo Soy de Mi Barrio |
| Ere-Goya | |
| Héctor Alterio | |

## Prijzen per film
| Film                                    | Nominaties | Prijzen |
| --------------------------------------- | ---------- | ------- |
| Te doy mis ojos                         | 9          | 7       |
| Soldados de Salamina                    | 8          | 1       |
| Carmen                                  | 7          | 1       |
| La gran aventura de Mortadelo y Filemón | 6          | 5       |
| My Life Without Me                      | 5          | 2       |
| Días de fútbol                          | 5          | 1       |
| Al sur de Granada                       | 5          | 1       |
| En la ciudad                            | 4          | 1       |
| La luz prodigiosa                       | 4          | 0       |
| Torremolinos 73                         | 4          | 0       |
| Noviembre                               | 3          | 0       |
| Hotel Danubio                           | 3          | 0       |
| La suerte dormida                       | 2          | 1       |
| La flaqueza del bolchevique             | 2          | 1       |
| El lápiz del carpintero                 | 2          | 0       |
| La vida mancha                          | 2          | 0       |
| Las horas del día                       | 2          | 0       |
| El misterio Galindez                    | 2          | 0       |